# Boudhanáth
Boudhanáth či Boudhanath (nepálsky: बौद्धनाथ; névársky: खास्ति चैत्य; standardně tibetsky: བྱ་རུང་ཁ་ཤོར།, romanizováno: Džarung Khašór), také známý jako Baudhanath, je stúpa v nepálském hlavním městě Káthmándú. Nachází se asi 11 km od centra, na severovýchodním předměstí města. Díky své mohutné mandale je jednou z největších kulovitých stúp v Nepálu i na světě.
V důsledku přílivu velké populace uprchlíků z Tibetu bylo kolem Boudhanáthu postaveno více než 50 gomp (tibetských klášterů). Od roku 1979 je stúpa na seznamu světového dědictví UNESCO. Spolu se Svajambhúnáthem je jedním z nejoblíbenějších turistických míst v oblasti Káthmándú.
Stúpa leží na starobylé obchodní cestě z Tibetu, která vstupuje do údolí Káthmándú u vesnice Sankhu v severovýchodním cípu a pokračuje ke starobylé a menší stúpě Čabahil s názvem Čarumati stúpa (často nazývané Malý Boudhanáth). Poté se stáčí přímo na jih a směřuje přes řeku Bagmati do Lalitpuru (Pátanu), čímž obchází hlavní město Káthmándú (které bylo postaveno později). Tibetští obchodníci u Boudhanáthu odpočívali a obětovali modlitby po mnoho staletí. Když v 50. letech 20. století přišli do Nepálu uprchlíci z Tibetu, mnozí se rozhodli žít v okolí Boudhanáthu. Říká se, že ve stúpě jsou uloženy ostatky Buddhy Kassapy.

## Zemětřesení v roce 2015

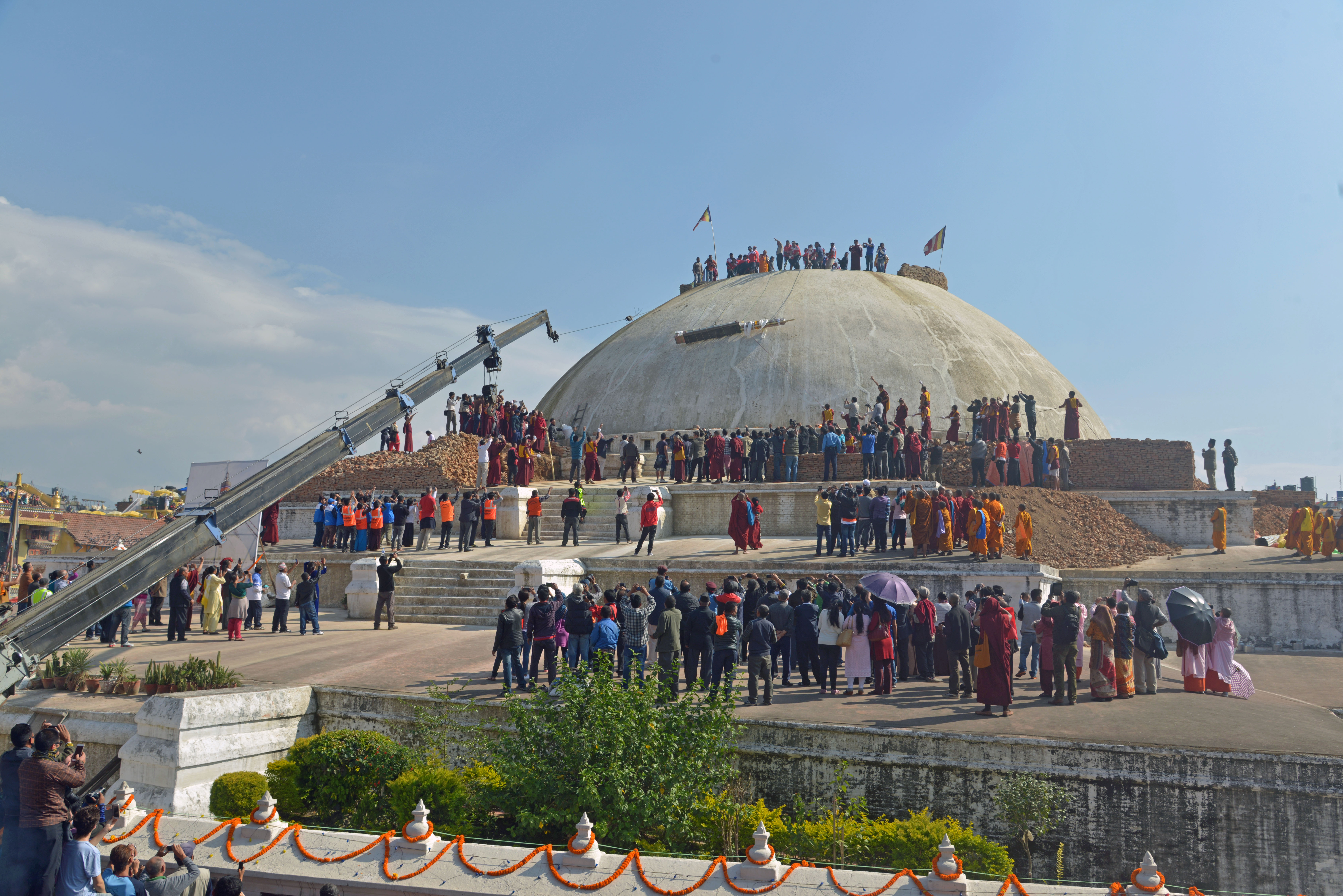
Oprava stúpy Boudhanáth poté, co byla poškozena zemětřesením v roce 2015

Nepálské zemětřesení v dubnu 2015 stúpu Boudhanáth vážně poškodilo a způsobilo vážné praskliny v kopuli. V důsledku toho musela být celá konstrukce nad kopulí i s náboženskými relikviemi, které obsahovala, odstraněna, což se podařilo do konce října 2015. Rekonstrukce začala 3. listopadu 2015 rituálním umístěním nového centrálního sloupu neboli „stromu života“ pro stúpu na vrchol kopule 
Stúpa byla znovu otevřena 22. listopadu 2016. Renovaci a rekonstrukci organizoval Výbor pro rozvoj oblasti Boudhanath (Boudhanath Area Development Committee, BADC). Opravy byly financovány výhradně ze soukromých darů buddhistických skupin a dobrovolníků. Podle BADC stála 2,1 milionu dolarů a více než 30 kg zlata. Opravenou stavbu slavnostně otevřel premiér Pushpa Kamal Dahal. Nepálská vláda však byla kritizována za pomalé tempo při rekonstrukci zemětřesením poškozených památkových objektů, jako jsou chrámy, přičemž mnoho z nich zůstalo neopraveno. 

## Galerie

Po zemětřesení v Nepálu v roce 2015
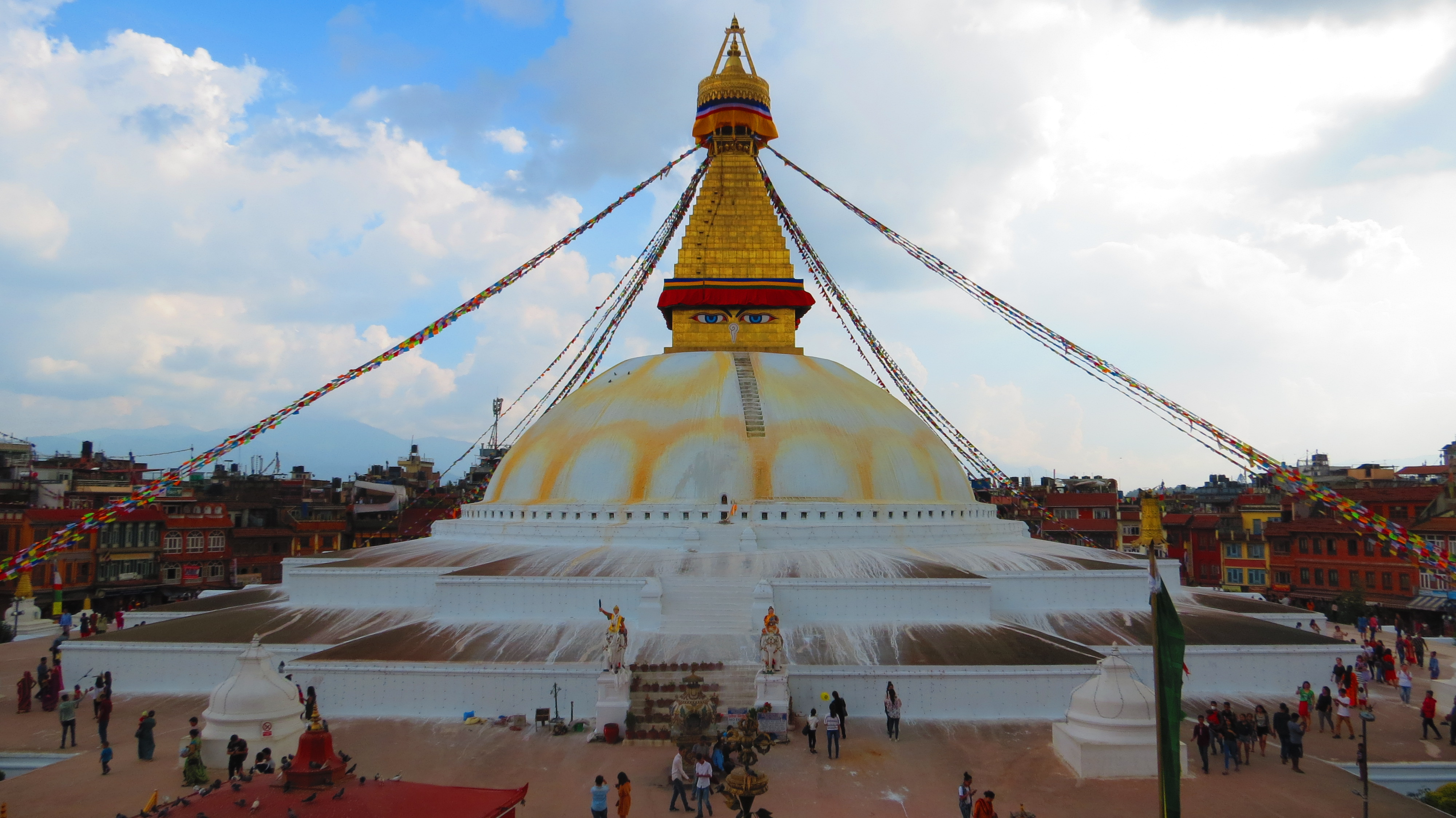
Široký pohled na stúpu Boudhanáth
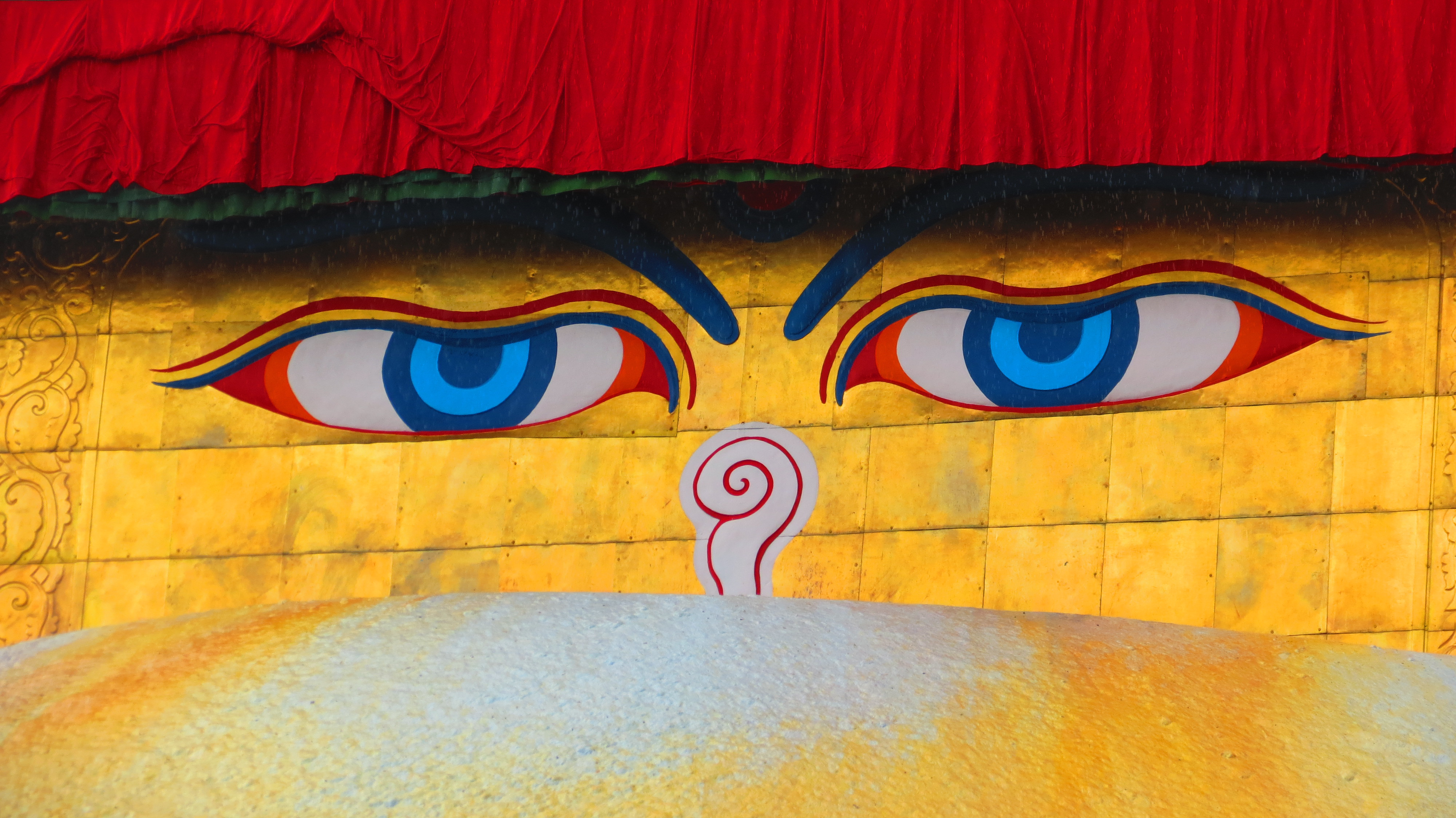
Oči Boudhanátha
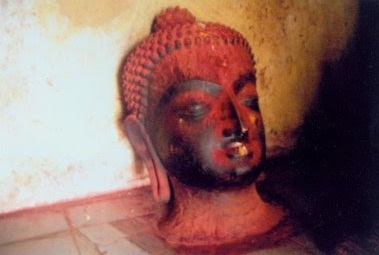
Kamenná hlava krále Vikramaditya v Bajrayogini
Pohled na stúpu Boudhanáth
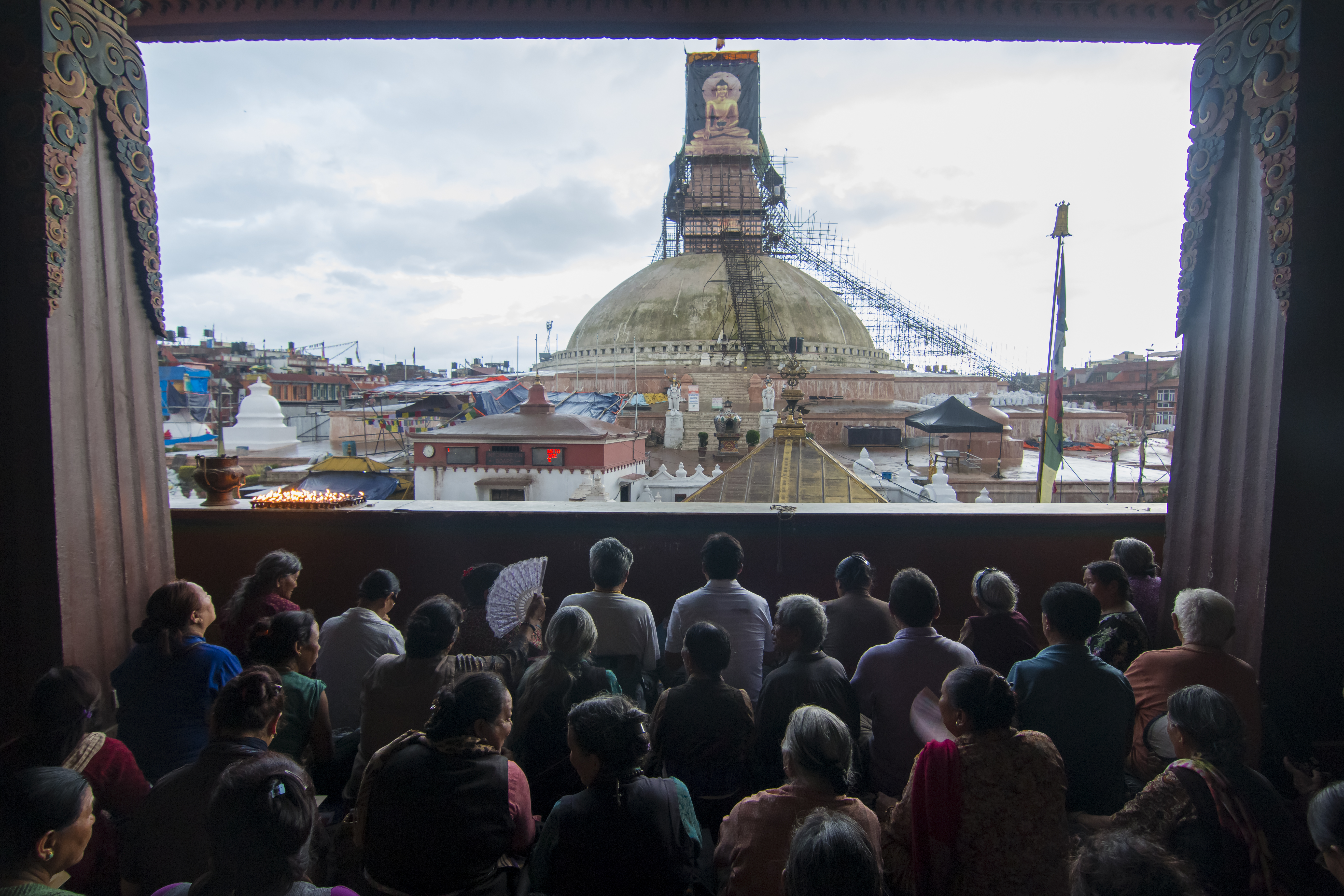
Buddhisté se modlí u příležitosti Buddhy Jayanti (během rekonstrukce chrámu Boudhanáth)
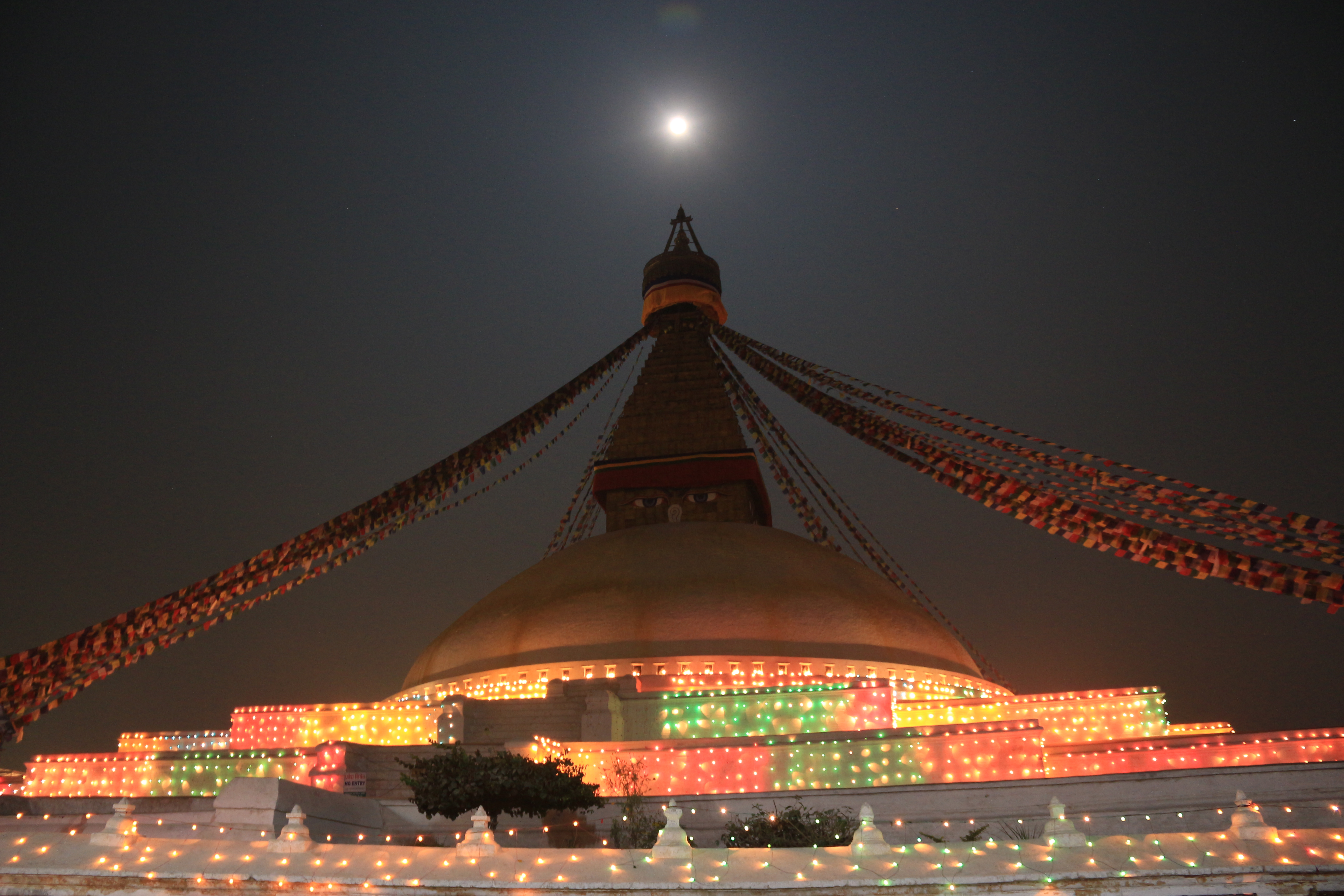
Boudhanáth v den úplňku a Buddhajayanti
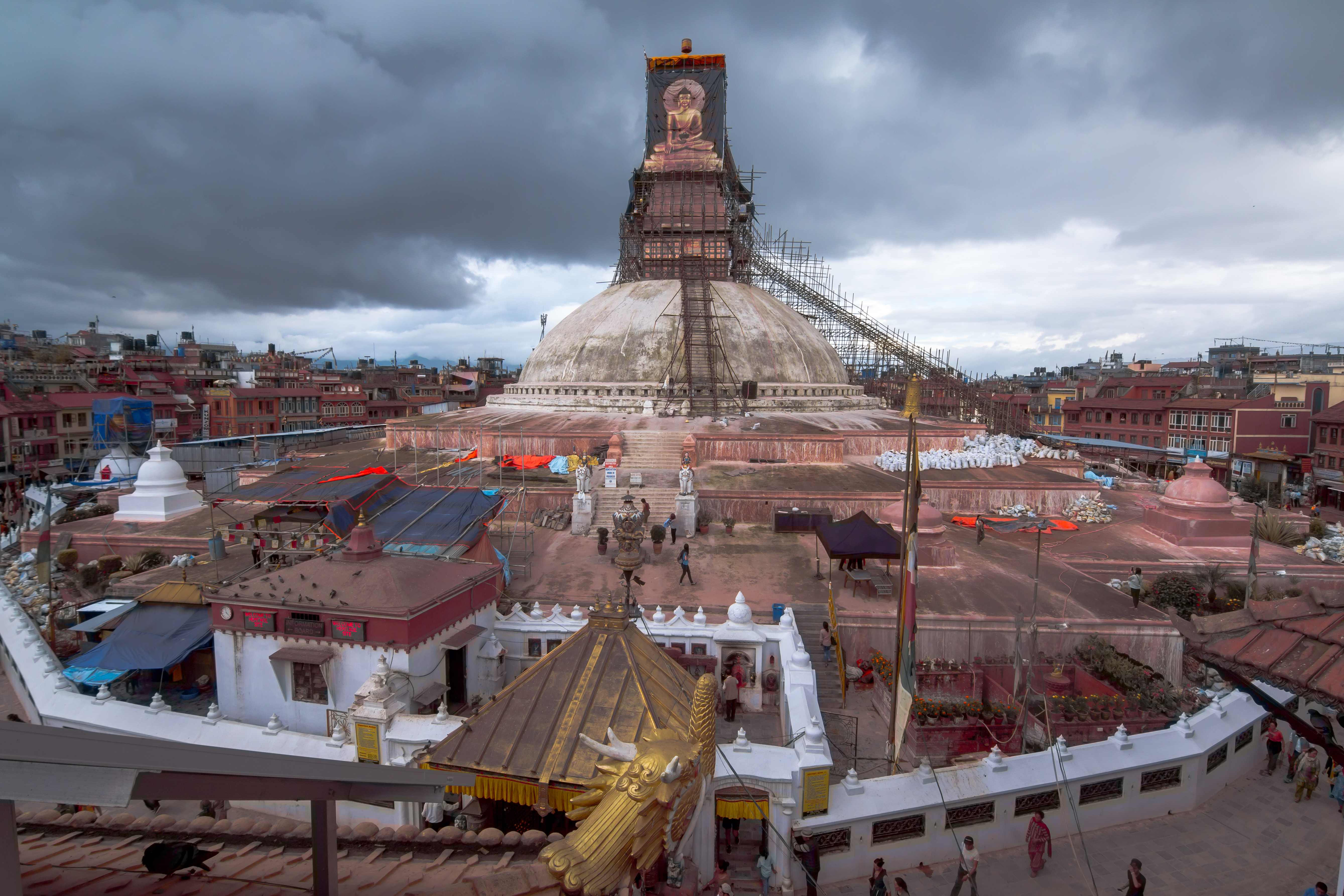
Jedna z památek světového dědictví Nepálu Boudhastupa
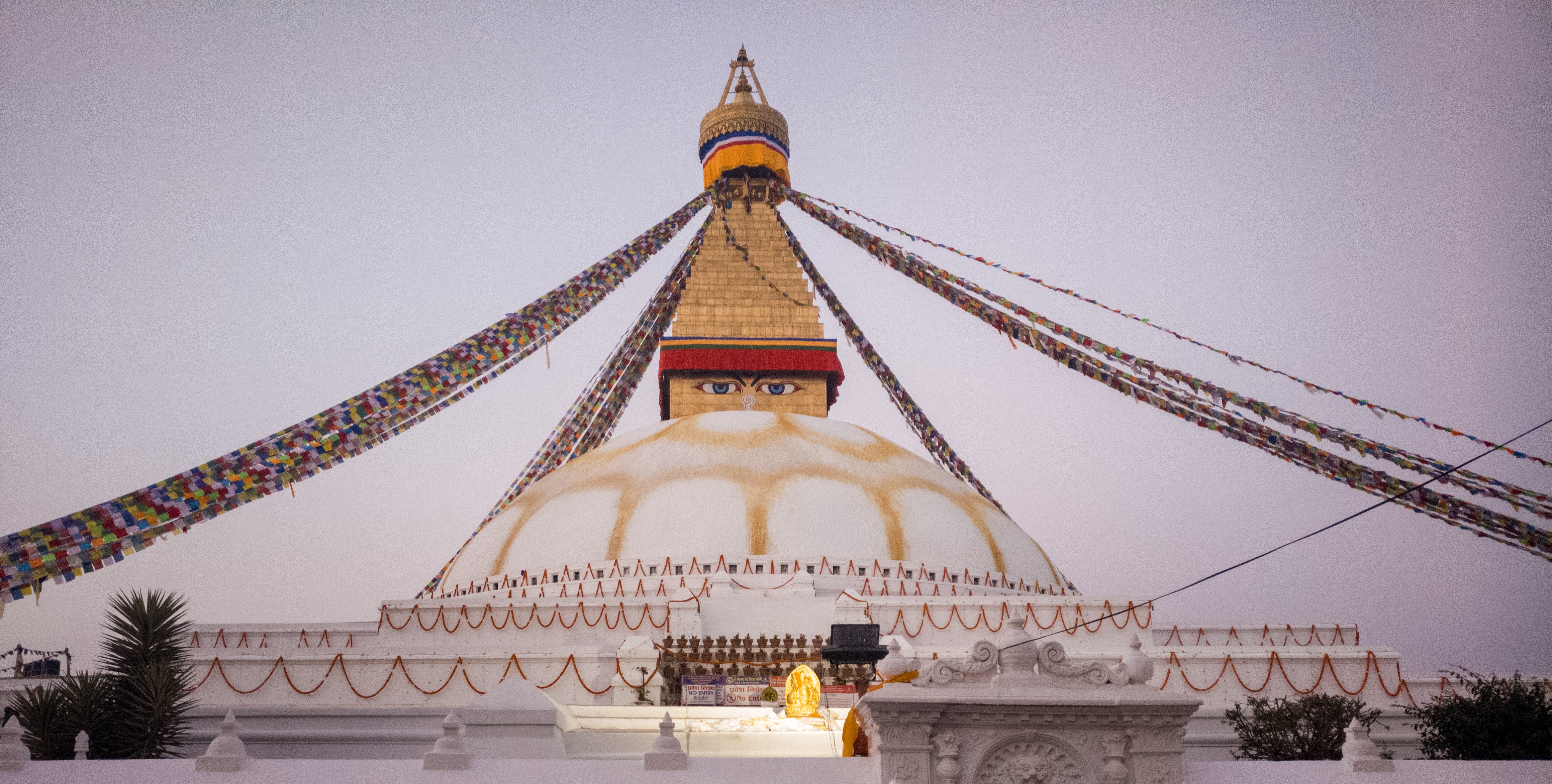
Boudhanáth po renovaci.
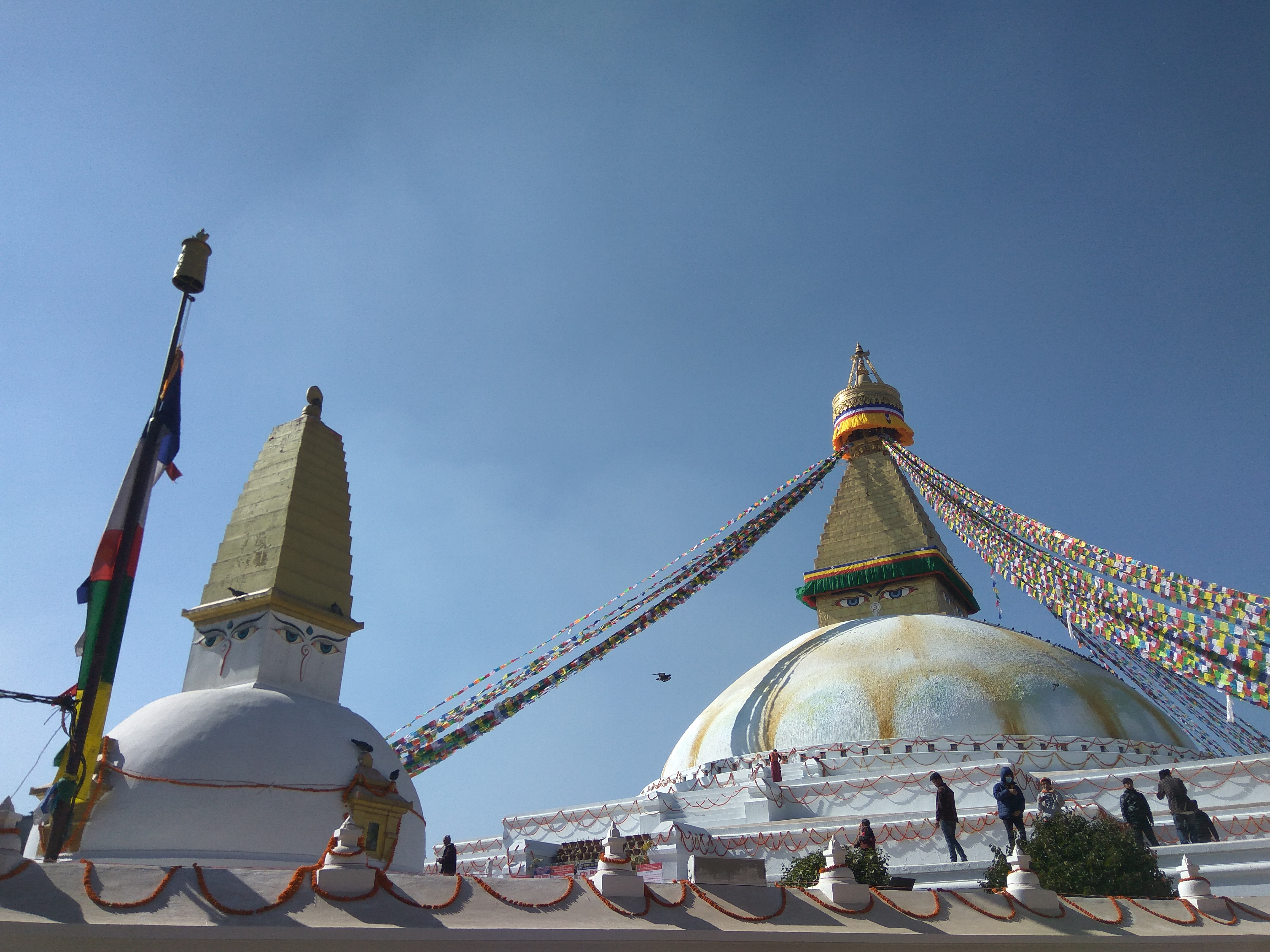
Boudhanáth
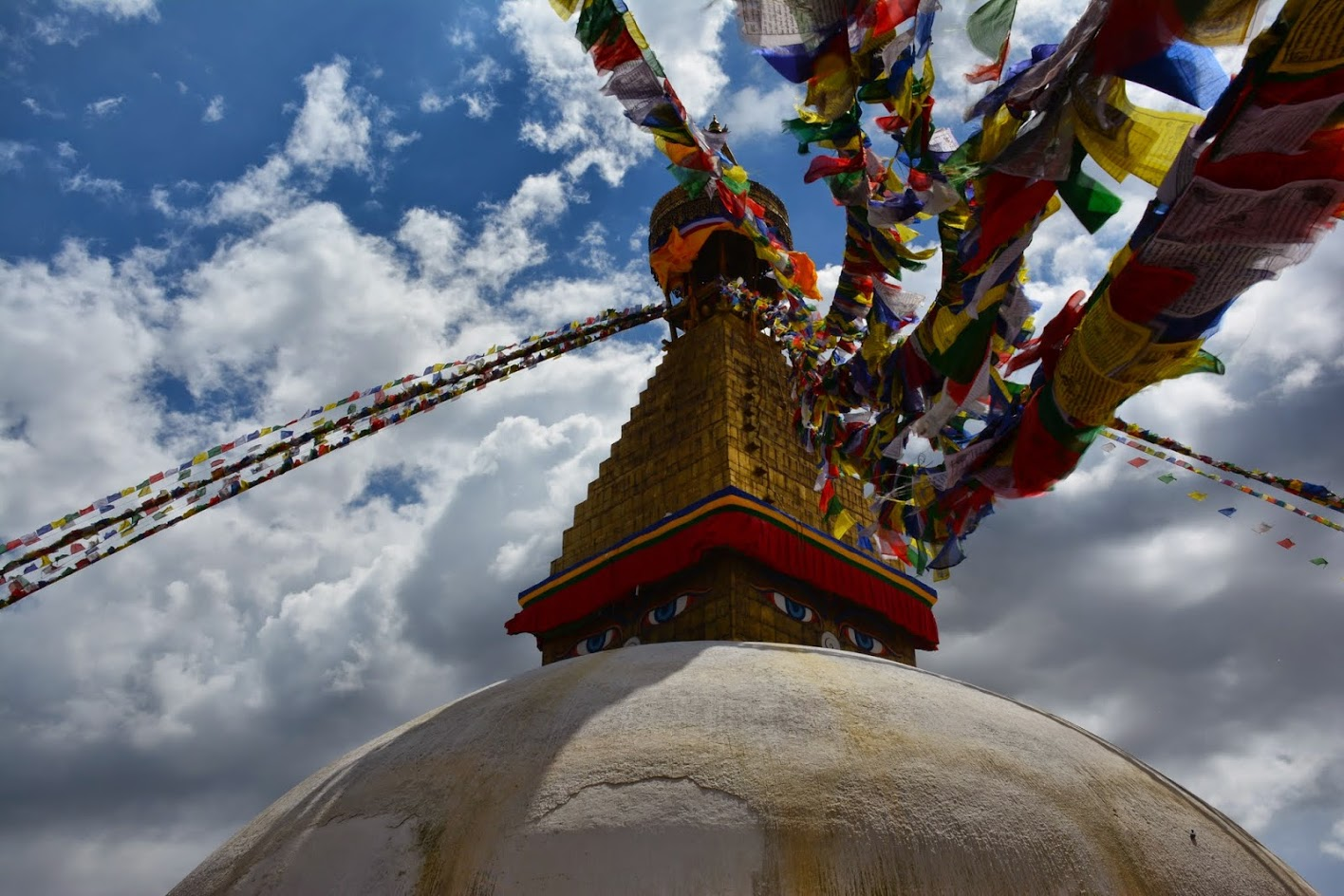
Vlajky nad Boudhanáthem
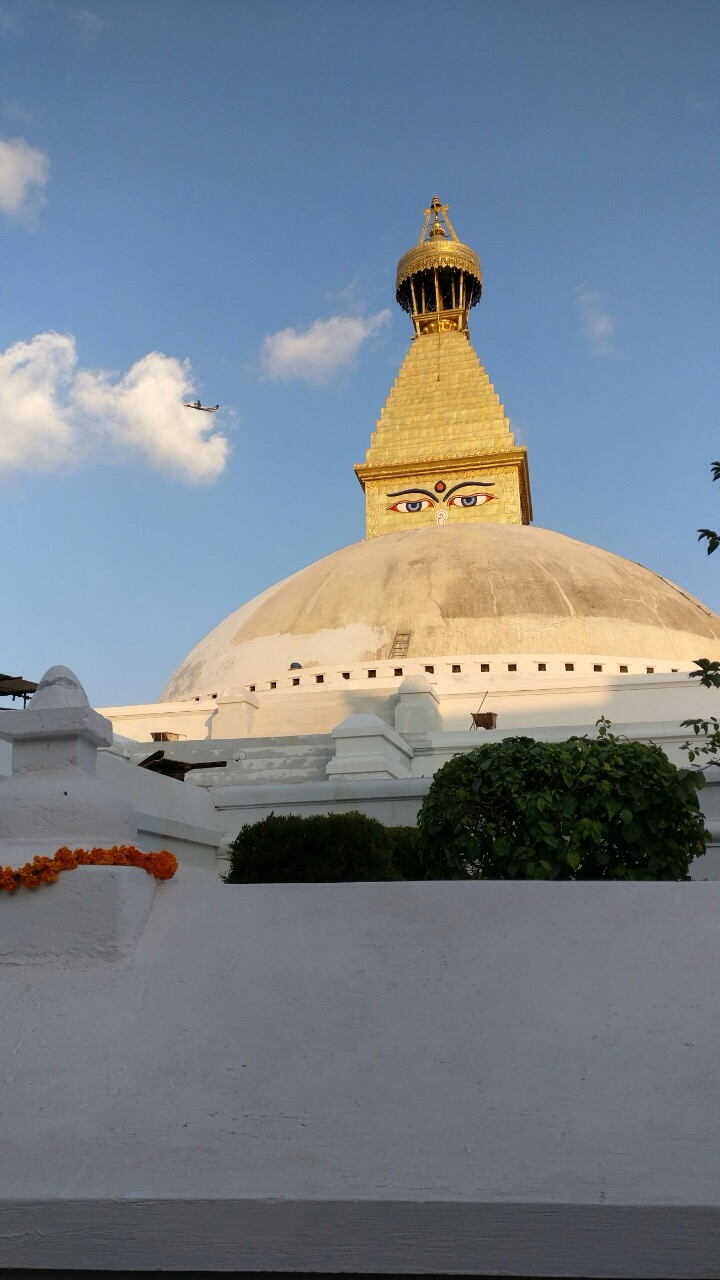
Renovace stúpy Boudhanáth